# Martin Landsky
Martin Landsky est un producteur et disc jockey allemand.

## Biographie
Après avoir suivi une formation d'ingénieur du son dans le domaine de la publicité et de la synchronisation, il est devenu DJ résident au House Club Front de Hambourg. À partir de 1994, une nuit de club y est organisée sous son nom. À la fin des années 1990, Landsky déménage à Berlin - où des concerts suivent au E-Werk, puis au Globus et au Tresor. En septembre 2008, il fait une apparition au You FM Clubnight. Il fonde le label Effortil Records, qu'il rebaptise Intim Records après deux productions. Avec Steve Bug et DJ Clé (Märtini Brös), Landsky organise les Pokerflat Nights au club Sternradio. La plupart de ses productions sortent sur des labels comme Dessous et Poker Flat Recordings. 
En 2002, le deuxième volet de la série de présentations du label Pokerflat est publié, mais cette fois-ci avec DJ Landsky aux platines : Pokerflat Volume 2. Outre diverses sorties de singles comme Mission Upskirt, Reject, Fools (They Don't Know the Time), FM Safari et 1000 Miles, Landsky se charge du mixage audio de la cinquième compilation de Poker Flat, Poker Flat Vol. 5 Bets'N'Bluffs. Il annonce également la sortie d'un nouvel album.

## Discographie

### Albums studio
- 2001 :  In Beetween (Poker Flat Recordings)

### Compilations
- Poker Flat Vol. 2
- Poker Flat Vol. 5

### Singles
- 2002 : Mission Upskirt (Poker Flat Recordings)
- 2003 : Reject (Poker Flat Recordings)
- 2004 : Fools (They Don't Know the Time) (Poker Flat Recordings)
- 2005 : FM Safari (Poker Flat Recordings)
- 2006 : 1000 Miles (Poker Flat Recordings)

### Remixes
- Steve Bug – November Girl
- Detroit Grand Pubahs – Surrender
- Marc Romboy vs. Booka Shade – Every Day In My Life